# Atomic Rooster (album)
Atomic Rooster è il sesto album in studio del gruppo rock britannico Atomic Rooster, pubblicato nel 1980.

## Tracce
Side 1
1. They Took Control of You – 4:48
2. She's My Woman – 3:12
3. He Did It Again – 4:03
4. Where's the Show? – 3:54
5. In the Shadows – 6:55

Side 2
1. Do You Know Who's Looking for You? – 3:04
2. Don't Lose Your Mind – 3:35
3. Watch Out! – 4:04
4. I Can't Stand It – 3:49
5. Lost in Space – 5:51

## Formazione
- John Du Cann – voce, chitarre, basso
- Vincent Crane – organo Hammond
- Preston Heyman – batteria, percussioni